# بهمت‌لی
بهمت‌لی (به لاتین: Bəhmətli) یک منطقه مسکونی در جمهوری آذربایجان است که در شهرستان زاقاتالا واقع شده است. بهمت‌لی ۴۲۷۳ نفر جمعیت دارد.